# Opius globiformis
Opius globiformis är en stekelart som beskrevs av Fischer 1964. Opius globiformis ingår i släktet Opius och familjen bracksteklar. Inga underarter finns listade i Catalogue of Life.